# Coremiella cubispora
Coremiella cubispora är en svampart som först beskrevs av Berk. & M.A. Curtis, och fick sitt nu gällande namn av M.B. Ellis 1971. Coremiella cubispora ingår i släktet Coremiella, divisionen sporsäcksvampar och riket svampar.   Inga underarter finns listade i Catalogue of Life.